# 西班牙國家男子排球隊
西班牙國家男子排球隊是西班牙的男子排球國家隊。西班牙在1953年加盟國際排聯。1981年，西班牙首次參加歐洲排球錦標賽的賽事。1992年，西班牙首次參加奧運會的排球比賽。2000年，西班牙參加了悉尼奧運會的排球比賽，這是西班牙第二次參加奧運會。2007年，西班牙首次獲得歐洲排球錦標賽的冠軍。